# Verbandsgemeinde Hochspeyer
La comunità amministrativa di Hochspeyer (Verbandsgemeinde Hochspeyer) era una comunità amministrativa della Renania-Palatinato, in Germania.
Faceva parte del circondario di Kaiserslautern.
A partire dal 1º gennaio 2014 è stata soppressa, i comuni che ne facevano parte sono stati aggregati alla comunità amministrativa Enkenbach-Alsenborn.

## Suddivisione
Comprendeva 4 comuni:
1. Fischbach
2. Frankenstein
3. Hochspeyer
4. Waldleiningen

Il capoluogo era Hochspeyer.